# Triebwerk (Eisenbahn)
Als Triebwerk bezeichnet man die Gesamtheit der Antriebselemente eines Triebfahrzeugs.

## Dampflokomotive

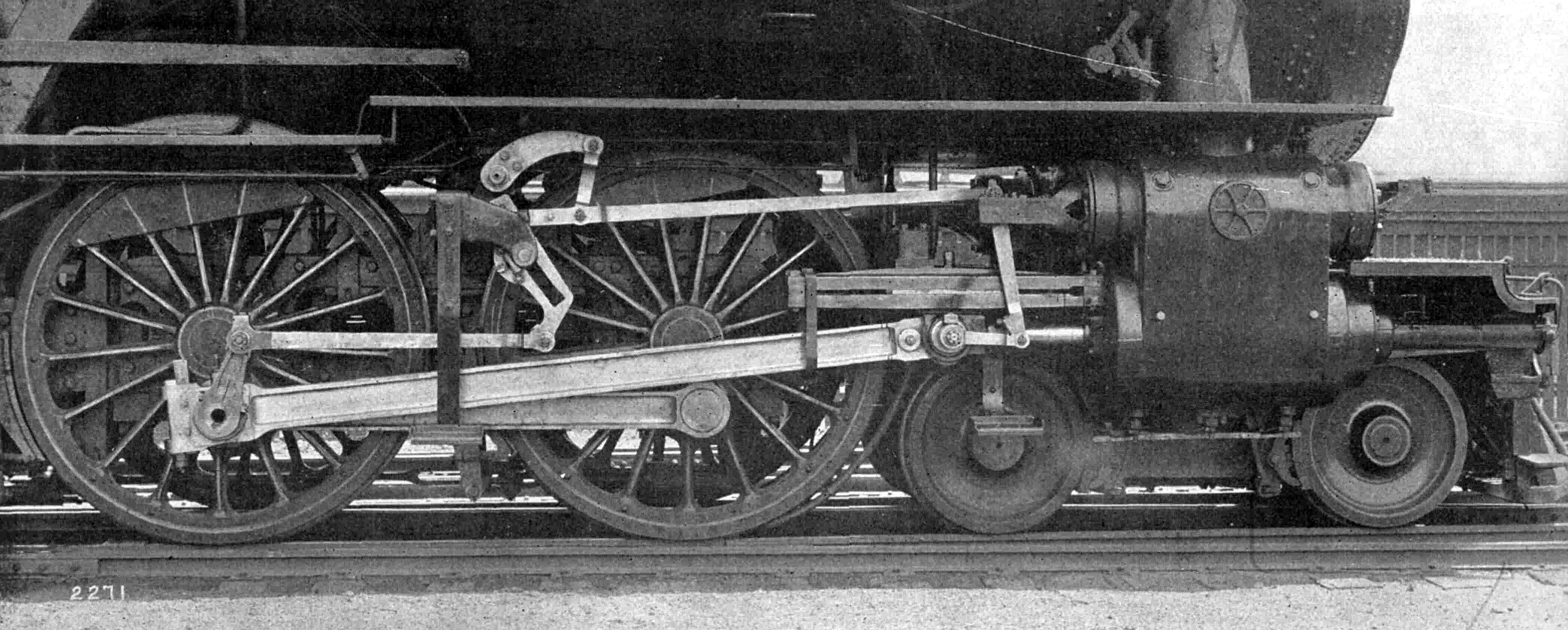
Rechtes Triebwerk einer Atlantic-Lokomotive (Pennsylvania Railroad E6s) mit Heusinger- bzw. Walschaerts-Steuerung

Zum Triebwerk einer Dampflokomotive gehören im Wesentlichen:
- Zylinder
- Kolben
- Kolbenstange
- Kreuzkopf
- Gleitbahn
- Treibstange
- Kurbel
- Kuppelstangen
- Steuerung

Nicht zum Triebwerk gehören Laufwerk und Kessel.
Dampflokomotiven wurden mit Zwei-, Drei- und Vierzylindertriebwerken gebaut, sowohl mit einstufiger Expansion als auch mit Verbundwirkung, bei der der Hochdruckdampf zunächst auf Zylinder kleinen Durchmessers (Hochdruckzylinder) arbeitet und der Abdampf mit seinem Restdruck auf einen großen Zylinder arbeitet (Niederdruckzylinder).
Eine Dampflokomotive hat im einfachen Fall zwei Triebwerke, das rechte und das linke, die beide auf Kurbeln an derselben Achse wirken. Gelegentlich kommt ein drittes oder auch noch ein viertes Triebwerk hinzu, die in der Mitte zwischen den Rädern des Fahrzeugs auf eine gekröpfte Achse wirken. Öfter ist die gekröpfte Kurbelachse der mittigen Triebwerke nicht dieselbe Achse wie die der Außentriebwerke.
Aus den USA sind Maschinen bekannt, bei denen mit separaten Triebwerken auch noch Tenderachsen angetrieben werden.
Lokomotiven mit mehreren Fahrwerken haben mehr als zwei Triebwerke (Gelenklokomotiv-Bauarten, z. B. Mallet oder Garratt).
Sonderbauarten von Triebwerken bei Dampflokomotiven sind zum einen kompakte Dampfmotoren und zum anderen Dampfturbinenantriebe, mit denen in den 1930er Jahren ohne dauerhaften Erfolg experimentiert wurde. Lediglich die Gelenkwellen-Bauart Shay mit ihren Dampfmotoren in V-Anordnung setzte sich für den Betrieb von Waldbahnen vor allem in Amerika durch.

## Elektrolokomotive
Zum Triebwerk bzw. Antrieb  einer Elektrolokomotive gehören alle Bauteile, welche das Drehmoment vom Fahrmotor zu den Treibradsätzen übertragen. Der Fahrmotor ist im Begriff Antrieb nicht enthalten. Je nach Anzahl der Radsätze, die von einem Fahrmotor angetrieben werden (Einzelantrieb oder Gruppenantrieb) und nach Lagerung des Fahrmotors (Achsmotorantrieb, Tatzlagerantrieb, Gestellmotorantrieb) ergeben sich verschiedene Antriebsformen.